# Séisme de 2006 dans le golfe du Mexique
Le séisme de 2006 dans le golfe du Mexique est un séisme intra-plaque survenu le 10 septembre à 10 h 56 (HAE) dans l'est du golfe du Mexique. Son épicentre se situe à environ 400 km à l'ouest-sud-ouest de la ville d'Anna Maria (Floride) et 350 km au sud-est de La Nouvelle-Orléans (Louisiane). La secousse, d'une magnitude de moment de 5,8,, a été ressentie dans la quasi-totalité des États de la Côte du Golfe et du Sud-Est des États-Unis, ainsi qu'aux Bahamas et au Mexique. Il s'agit du second séisme d'une magnitude supérieure à 5 survenu dans le golfe du Mexique en 2006.
Les dégâts observés sont classés aux degrés III et IV sur l'échelle de Mercalli.

## Contexte sismique et caractéristiques
Ce séisme est le plus puissant survenu dans le golfe du Mexique en 33 ans ; il s'agit d'un séisme intra-plaque, c'est-à-dire d'une rupture rocheuse se produisant à l'intérieur d'une plaque tectonique, où l'activité sismique est généralement faible. Bien que les séismes soient rares dans le Sud-Est des États-Unis, certains évènements ont secoué la région par le passé : en 1879, un tremblement de terre a endommagé des parois en plâtre et de la vaisselle dans la région de Saint Augustine, en Floride, tandis que le séisme de 1886 à Charleston (Caroline du Sud) a causé d'importants dégâts matériels et a entraîné la mort de plus de 60 personnes.
Le séisme du golfe du Mexique s'est produit à proximité de la zone de fracture de Cuba, à l'écart de la limite de la plaque nord-américaine. Randy Cox, professeur associé de géologie à l'université de Memphis, a affirmé que la source du séisme est l'activité tectonique au niveau de la dorsale médio-atlantique, où l'expansion des fonds de l'océan Atlantique entraîne la compression de la plaque nord-américaine, l'amenant ainsi à se rompre en divers endroits. L'origine d'un séisme de magnitude 5,2 survenu le 10 février 2006 a été liée à cette même zone.
Le séisme s'étant produit à plusieurs centaines de kilomètres des côtes, il n'a pu être correctement capté par les sismographes terrestres ; un bon nombre de ses caractéristiques restent donc indéterminées. Le foyer du séisme est situé entre 13 et 14 km de profondeur, dans la couche sismogénique (en) de la croûte terrestre du golfe. La rupture rocheuse n'a engendré aucun tsunami.
Le séisme a entraîné une réévaluation des risques géologiques pouvant pénaliser les exploitations d'hydrocarbures dans le golfe.

## Intensité et dégâts
Plusieurs témoins ont rapporté l'évènement à l'Institut d'études géologiques des États-Unis, mais aucun dégât n'a été constaté lors de la secousse d'une vingtaine de secondes : des bibelots ont chuté de leurs étagères et des seiches ont été observées dans certaines piscines en Floride, où l'instensité de la secousse a atteint le degré IV de l'échelle de Mercalli, notamment dans les villes de Brooksville, Titusville et Panama City. À Atlanta, en Géorgie, l'intensité maximale du séisme a été classée au degré III. L'onde sismique a également été ressentie dans les États de l'Alabama, du Kentucky, de la Louisiane, du Mississippi, de la Caroline du Nord et du Sud, du Tennessee et du Texas, ainsi que dans les villes de Freeport (Bahamas), de Cancún et de Merida (Mexique).